# Iosif Paneș
Iosif Paneș (n. 17 septembrie 1947) este un fost deputat român în legislatura 1996-2000, ales în județul Bihor pe listele partidului Minorități, fiind membru în Uniunea Democratică a Slovacilor și Cehilor din România. În cadrul activității sale parlamentare, Iosif Paneș a fost membru în grupurile parlamentare de prietenie cu Republica Slovenia și Republica Cehă.

## Legături externe
- Iosif Paneș Arhivat în 7 decembrie 2022, la Wayback Machine. la cdep.ro